# Eddie Nelson Laboy-Nieves
Eddie N. Laboy-Nieves (Patillas, Puerto Rico, 30 de diciembre de 1956) es un científico, investigador, educador y divulgador puertorriqueño, reconocido por su trabajo en ecología, conservación ambiental y educación científica. Ha sido catedrático universitario, autor de múltiples publicaciones científicas, y creador de la Videoteca de la Fauna de Puerto Rico, un archivo audiovisual dedicado a documentar la biodiversidad del archipiélago puertorriqueño.

## Formación académica
Laboy-Nieves cursó estudios en el sistema público de enseñanza de Puerto Rico. Posteriormente ingresó al Recinto de Río Piedras de la Universidad de Puerto Rico (UPR), donde obtuvo un Bachillerato en Ciencias Ambientales. Durante sus estudios también completó formación en aeronáutica y fue comisionado como teniente en la Fuerza Aérea de los Estados Unidos.
Realizó una Maestría en Manejo de Vida Silvestre en la Universidad Estatal de Frostburg (Maryland, Estados Unidos), donde desarrolló un modelo matemático para explicar la selección de áreas de anidación del guaraguao de Puerto Rico (Buteo jamaicensis). Más adelante, completó un doctorado en Ecología en el Instituto Venezolano de Investigaciones Científicas (IVIC), enfocándose en la aplicación de modelos estadísticos multivariados para estudiar factores que afectan la distribución y abundancia de especies marinas como los pepinos de mar.

## Trayectoria profesional
Laboy-Nieves inició su carrera profesional como biólogo en el Departamento de Recursos Naturales de Puerto Rico. Luego se desempeñó como maestro de ciencias y profesor universitario en diversas instituciones, incluyendo la Universidad Interamericana, la Universidad Metropolitana y Cambridge College.
En 2005 se integró como profesor investigador en la Universidad del Turabo (actual Universidad Ana G. Méndez), donde dirigió el Programa Graduado en Ciencias Ambientales. Durante su gestión, también presidió el Centro Internacional de Estudios del Medio Ambiente y Desarrollo Sostenible (CIEMADeS), desde el cual promovió la cooperación científica y académica entre distintas regiones del mundo.
Como autor y editor, ha participado en la publicación de más de 40 artículos científicos y ha editado libros de referencia sobre sostenibilidad ambiental, algunos de los cuales han sido publicados por editoriales internacionales como Taylor & Francis.

## Aportes científicos
En 1996, durante una expedición al Parque Nacional Morrocoy en Venezuela, documentó un inusual evento oceanográfico: una surgencia de aguas frías que provocó una mortandad masiva de invertebrados marinos y afectó gravemente los arrecifes coralinos. Su investigación sobre este fenómeno fue ampliamente citada y ha contribuido a estudios sobre el cambio climático en el Caribe.
Como divulgador, ha promovido la educación ambiental a través de la Videoteca de la Fauna de Puerto Rico, un proyecto audiovisual que busca documentar la fauna terrestre y acuática del archipiélago para fines educativos y científicos.

## Legado y reconocimientos
En 2012, la Universidad del Turabo lo reconoció como científico distinguido. A lo largo de su carrera ha sido mentor de múltiples generaciones de profesionales en las ciencias ambientales, y ha representado a Puerto Rico en conferencias y proyectos científicos en al menos 18 países.
Hoy, tras más de cuatro décadas de docencia e investigación, continúa activo como divulgador, artista plástico y escritor, transformando sus conocimientos técnicos en expresiones culturales y humanistas.

## Enfoque filosófico
Laboy-Nieves ha sostenido una visión ética y crítica del papel de la ciencia en la sociedad. En sus palabras: “Estudia lo que te apasiona y en lo que tienes ganas de contribuir, así tendrás una vida profesional siempre motivada para trabajar. Nunca dejes de explorar otras áreas del saber, porque es en la diversidad cognitiva donde radica el verdadero humanismo.”